# Moïse Tschombé

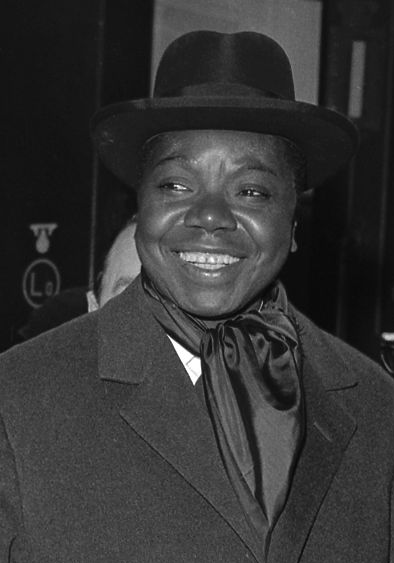
Moïse Tschombé im Jahr 1963

Moïse Kapenda Tschombé, auch Tshombé (* 10. November 1919 in Musumba; † 29. Juni 1969 in Algier) war ein kongolesischer Politiker.

## Frühe Jahre
Tschombé wurde in der Provinz Katanga als Sohn eines wohlhabenden Geschäftsmanns geboren, die Familie gehört zum Königshaus der Lunda. Nach seiner Schulausbildung bei amerikanischen Methodisten lernte er Buchführung. Nach dem Tod seines Vaters übernahm er die ererbten Geschäfte. Als Geschäftsmann machte er dreimal Konkurs und ging anschließend in die kongolesische Nationalpolitik.

## Vor der Unabhängigkeit
In den Jahren 1951 bis 1953 gehörte er dem Provinzrat von Katanga an. Im Juli 1959 war er Mitbegründer der CONAKAT (Conféderation des Associations du Katanga), einer Organisation, die die Interessen des Lunda-Stammes vertrat. Als Präsident dieses Vereines reiste er im Dezember 1959 nach Brüssel, um sich dort für freie Wahlen in Belgisch-Kongo einzusetzen. Als gemäßigter Politiker hatte er die Unterstützung der belgischen Kolonialverwaltung und der einflussreichen Bergwerksgesellschaft Union Minière du Haut Katanga (Tochter der Société Générale de Belgique, des damals wichtigsten belgischen Konzerns mit umfangreichen Interessen in Zentralafrika).
In dem Ziel, eine föderalistische Ordnung eines künftig unabhängigen Kongo zu erreichen, war er sich mit dem Führer der ABAKO, Joseph Kasavubu, einig. Strittig blieben die künftigen Beziehungen zur bisherigen Kolonialmacht Belgien. Tschombé trat für weiterhin enge Beziehungen ein und bereiste Belgien und auf Einladung der amerikanischen Regierung die USA. Bei den ersten gesamtkongolesischen Wahlen im Mai 1960 kurz vor der Unabhängigkeit am 30. Juni 1960 gewann seine Partei 8 der 137 Sitze auf nationaler Ebene, stellte aber 25 der 60 Abgeordneten im Provinzparlament von Katanga, das ihn zum Präsidenten der Provinz wählte. Die Verhandlungen mit dem neuen Ministerpräsidenten der Zentralregierung Patrice Lumumba über eine Regierungsbeteiligung scheiterten im Juli 1960.

## Separatist
Nach der Unabhängigkeit des Kongo erklärte Tschombé mit Unterstützung westlicher Geheimdienste, belgischer Beamter und der Union Minière am 11. Juli 1960  – nur elf Tage nach der Unabhängigkeit des Kongo – die Sezession des an Bodenschätzen sehr reichen Katangas (Kupfer-, Kobalt- und Uranvorkommen). Katanga bildete in der Folge mit der ebenfalls von der Zentralregierung abgefallenen Provinz Süd-Kasai eine Föderation. 1961 lieferte der von Kasavubu unterstützte Generalstabschef Mobutu den abgesetzten Premier Lumumba an Tschombé nach Katanga aus, wo er kurz darauf ermordet wurde. Tschombé behauptete, Lumumba sei bei einem Fluchtversuch erschossen worden, jedoch wurde dieser Version wenig Glauben geschenkt. Erst 2002 wurden die Todesumstände Lumumbas aufgeklärt: Er war gefoltert und vor seiner Ermordung unter Mitwissen der Belgier und US-Amerikaner von Tschombé beschimpft und bespuckt worden. Die Unabhängigkeit Katangas verteidigte Tschombé in dieser Zeit mit Hilfe weißer Söldner gegen UN-Truppen und die Truppen der Zentralregierung. Erst 1963 musste er sich geschlagen geben. Nach dem Ende der Sezession Katangas ging Tschombé ins Exil.

## Ministerpräsident
Staatspräsident Joseph Kasavubu rief ihn 1964 aus dem Exil zurück und setzte ihn am 10. Juli als Ministerpräsidenten ein. Tschombé gelang es in der Folge, die innere Lage im Kongo zu stabilisieren. In dieser Phase besuchte er auch die Bundesrepublik Deutschland, wo er mit Bundespräsident Heinrich Lübke und anderen hochrangigen Politikern zusammentraf, aber auch mit Demonstrationen konfrontiert war, die sich gegen die Ermordung Lumumbas, seine Zusammenarbeit mit der ehemaligen Kolonialmacht Belgien und internationalen Bergbaukonzernen sowie den Einsatz von Söldnern richteten.
Tschombé erreichte in kurzer Zeit mehrere politische Erfolge, die sein Ansehen in der Bevölkerung vergrößerten: So gelang es ihm, den erneuten Bürgerkrieg zu beenden und er verhandelte erfolgreich mit Belgien ein erneutes Beistandsabkommen. Dabei halfen ihm seine guten Verbindungen zur alten Kolonialmacht Belgien, durch welche er erreichte, dass Belgien dem Kongo zahlreiche Firmen übertrug, welche zuvor in belgischem Besitz waren. Seine Popularität wurde dadurch so groß, dass er bei den Parlamentswahlen 1965 eine sehr große parlamentarische Mehrheit erlangte. Dadurch sah Kasavubu allerdings seine Stellung gefährdet und setzte ihn am 13. Oktober 1965 als Premierminister ab, woraufhin ihm Évariste Kimba im Amt nachfolgte. Kurz darauf wurde Kasavubu von Mobutu gestürzt und Tschombé ging – wie schon 1963 – nach Spanien ins Exil.

## Exil und Tod
Nachdem Tschombé-Anhänger und Söldner 1967 von Sambia aus in das inzwischen in Shaba umbenannte Katanga eindrangen, dort aber Regierungstruppen unterlagen, wurde Tschombé von Mobutu in Abwesenheit wegen Hochverrats zum Tode verurteilt. Tschombé wurde bald darauf unter nicht geklärten Umständen an Bord eines Privatflugzeugs auf dem Weg nach Tunis entführt und nach Algerien gebracht.
Bei der Besetzung der Stadt Bukavu durch Söldner sollte die Rückkehr von Tschombé erpresst werden. Die Söldnerarmee wurde von Mobutus Truppen nach wenigen Wochen aufgerieben. Ein Gericht verfügte zuerst seine Auslieferung an den Kongo, er blieb aber in Gefangenschaft bzw. Hausarrest. Nach Tschombés überraschendem Tod 1969 wollte die algerische Regierung Gerüchten vorbeugen und ließ den Toten von einem internationalen Ärzteteam untersuchen, das Herzversagen bestätigte. Er wurde auf dem Etterbeekfriedhof in Brüssel bestattet.
Sein Sohn André Tschombé, ebenfalls Politiker, befand sich seit dem 6. Mai 2005 in Kinshasa in Haft. Er soll eine erneute Sezession Katangas beabsichtigt haben. Am 18. August desselben Jahres wurde er wieder freigelassen.

## In der Populärkultur
- in dem Film Lumumba (2000) von Raoul Peck wird Tschombé von Pascal N’Zonzi gespielt.
- in dem Film Jadotville (Irland/Südafrika 2016; englischer Titel: Siege of Jadotville) wird Tschombé von Danny Sapani gespielt.